# Edina Őri
Edina Őri (en hongrois : Őri Edina), née le 11 août 1984 à Tatabánya, est une handballeuse hongroise.
Après avoir débuté dans son pays natal au Cornexi Alcoa, elle rejoint en 2007 la France et le club de l'US Mios. Trois ans plus tard en 2010, elle prend la direction du CJF Fleury-les-Aubrais. La demi-centre hongroise de 24 ans a signé un contrat de deux ans avec l’équipe du Loiret entraînée par Christophe Maréchal. Depuis 2012, elle joue pour le compte du Angoulême Charente handball pour un contrat de deux ans.

## Palmarès

### Clubs
- vainqueur de la Coupe de l'EHF en 2005 avec Cornexi Alcoa
- vainqueur de la Coupe de France en 2009 avec Mios-Biganos